# علي أباد جمبزة
علي أباد جمبزة هي قرية في مقاطعة دهقان، إيران. عدد سكان هذه القرية هو 1,305 في سنة 2006.